# 大西洋黃鱗魨
大西洋黃鱗魨，為輻鰭魚綱魨形目鱗魨亞目鱗魨科的其中一種，為熱帶海水魚，分布於西大西洋區，從美國北卡羅萊納州至巴西海域，棲息在25-80公尺，本魚體淡灰褐色，身體上有數列深褐色的斑點，頭部上的凹槽深褐色，尾鰭灰白色，上下葉邊緣及尾鰭後部橘紅色，背鰭硬棘3枚;背鰭軟條26-29枚;臀鰭軟條23-27枚，體長可達25公分，棲息在臨海礁石區，成群活動，以甲殼類及海膽為食，生活習性不明，可做為食用魚及觀賞魚。

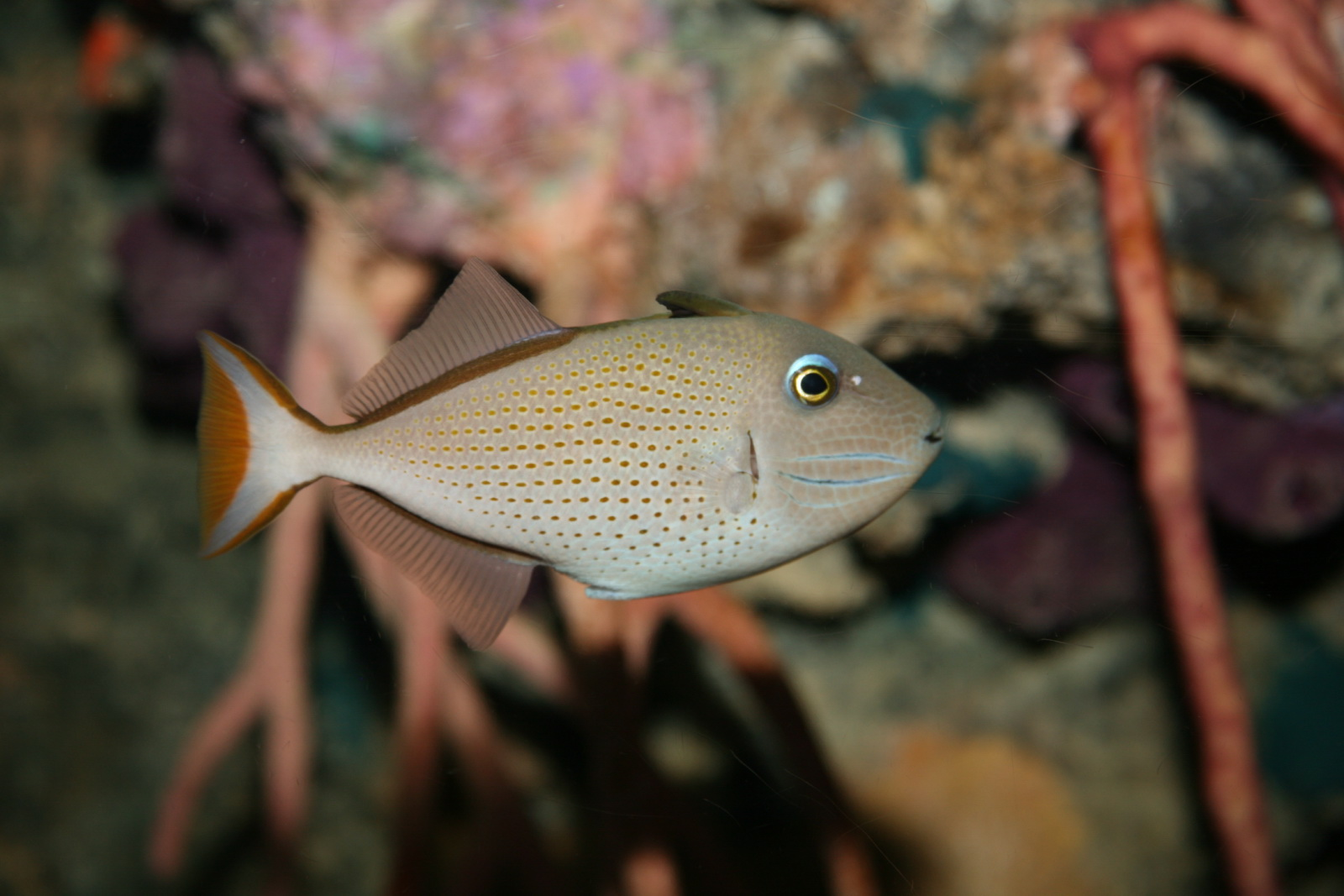
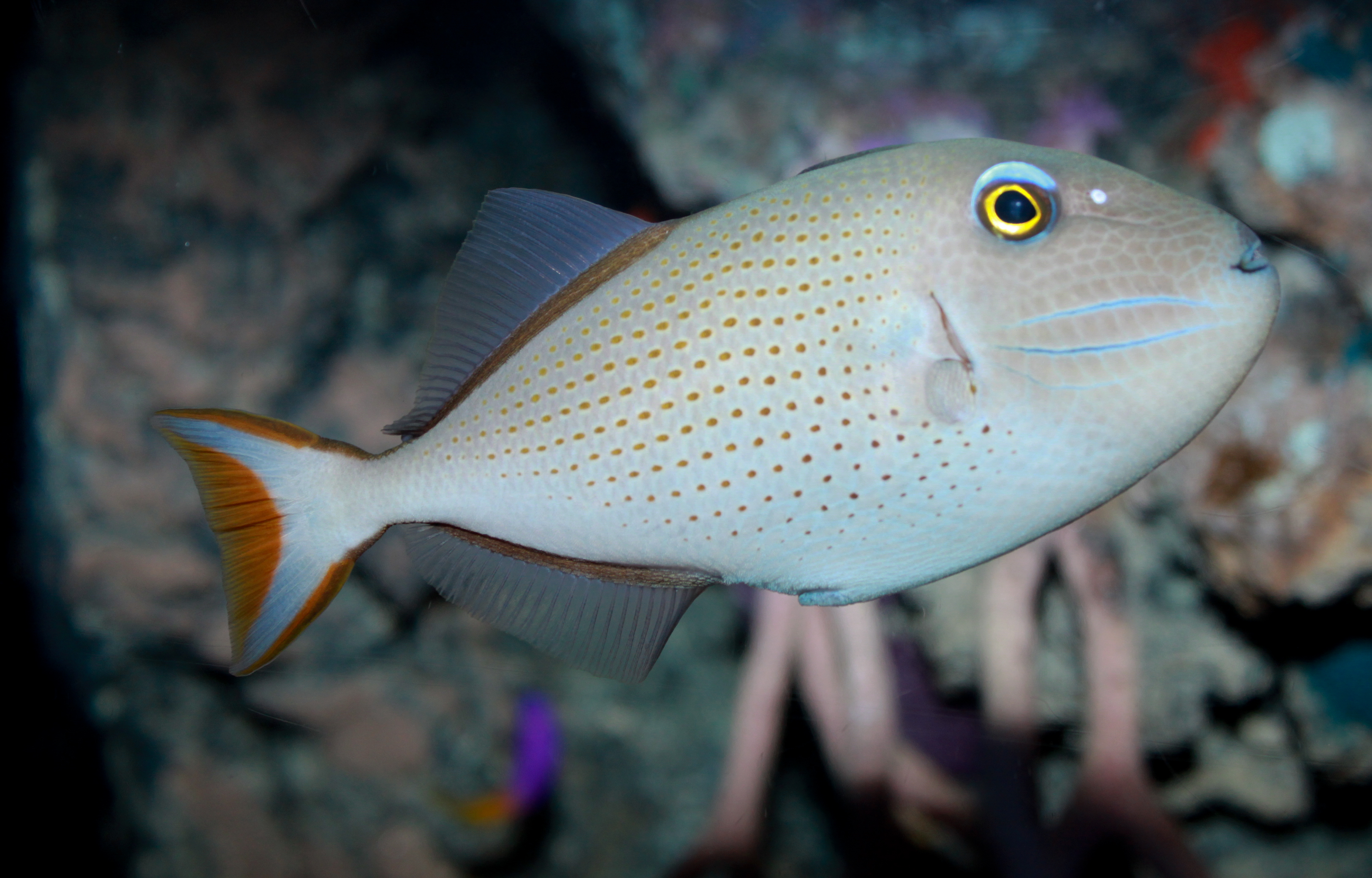
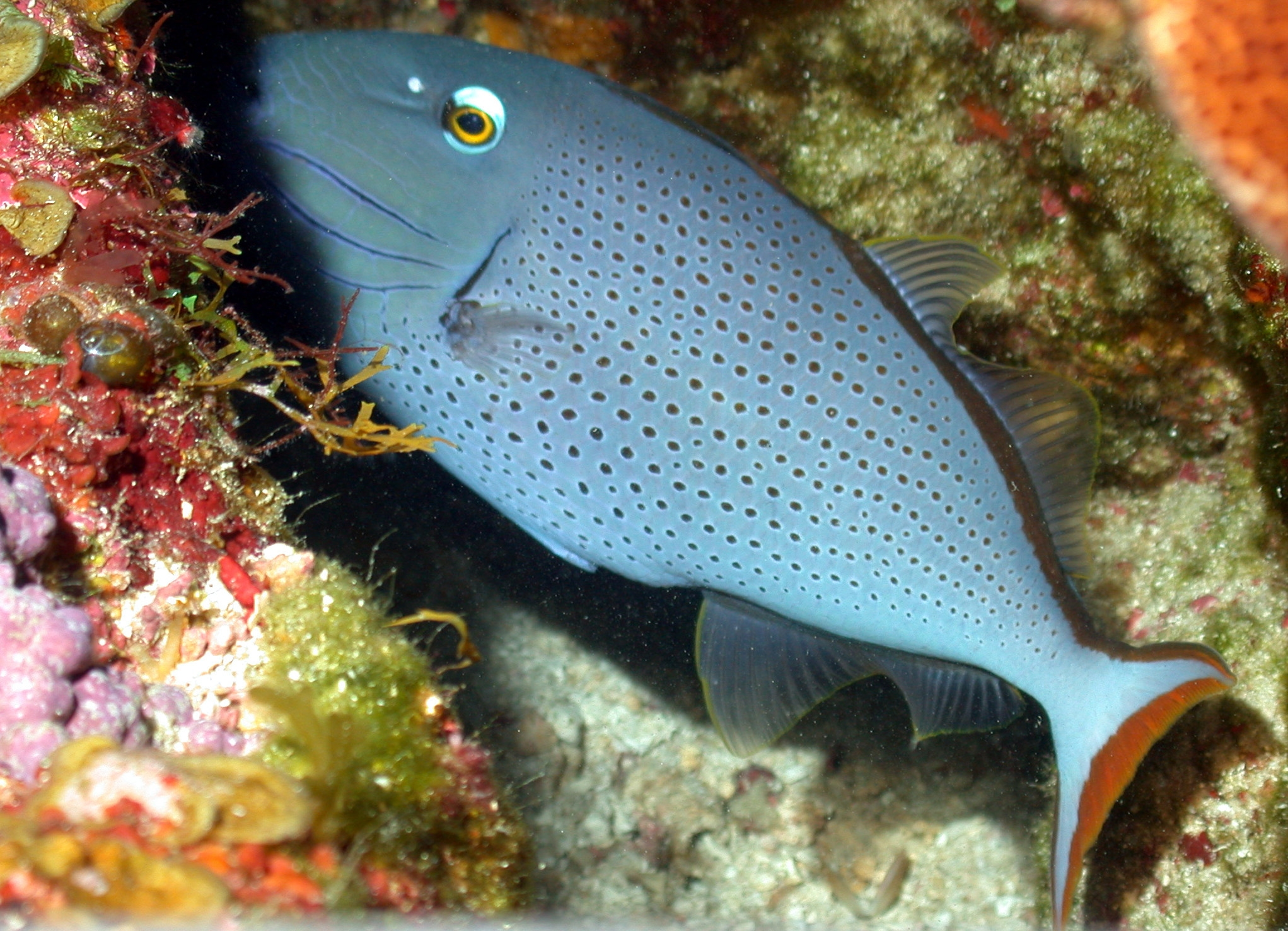